# Pépinot et Capucine
Pépinot et Capucine est une série télévisée québécoise destinée aux enfants. Sont diffusés, de 1952 à 1955, par Radio-Canada, 41 épisodes de 30 minutes, en noir et blanc, qui mettent en scène des marionnettes à gaine. Les aventures de Pépinot et de Capucine se poursuivent dans la série Pépinot.
Selon le Répertoire des séries, feuilletons et téléromans québécois de 1952 à 1992, il y aurait eu 41 épisodes. Le même ouvrage indique que le premier épisode a été diffusé le dimanche 10 août 1952, de 17:30 à 18:00. Toutefois les téléhoraires du journal La Patrie disent que l'émission aurait été diffusée à titre d'essai les dimanches 3 et 10 août 1952, de 17:30 à 18:00. Quoi qu'il en soit, Pépinot et Capucine fut, sinon la première, du moins parmi les premières émissions diffusées sur la chaîne CBFT de la télévision de Radio-Canada, avant son lancement officiel du 6 septembre 1952.
La série est introduite à ses débuts par la phrase qu'attendent les enfants : « Nouvelle aventure de ces marionnettes, préparées spécialement à l’intention de l’auditoire juvénile de CBFT ».

## Synopsis
Pépinot et Capucine avec leur ami l'ours ont des misères  avec Panpan, prétentieux et malveillant, accompagne ses actions de la phrase « Panpan est toujours le vainqueur ». À chaque fois, ce sont les enfants qui gagnent.
Il y des personnages adultes, M. Blanc et M. Potiron.

### Épisodes
(numérotation arbitraire)
1. Une expédition au Pôle pour découvrir la vraie retraite du Père Noël… qui est « parti en ville ». Diffusion : le dimanche 21 décembre 1952, à 17:30.
2. Programme spécial d’une heure avec des danseuses et les Petits Chanteurs à la Croix d’Érable. Diffusion : le jeudi 25 décembre 1952, à 17:00.
3. Comment l’ourson qu’avait reçu L’Ours en cadeau fut volé par une vieille pauvresse solitaire, qui voulait « de la compagnie » pour le jour de l’An… Texte : Réginald Boisvert. Avec Charlotte Boisjoli, Fernand Doré, Marie-Ève Liénard et Jean Boisjoli. Décors : Edmondo Chiodini. Diffusion : le dimanche 28 décembre 1952, à 17:30.
4. Comment les enfants, avec l’aide de M. Blanc et du cannibale Matuvu, ont monté leur propre séance des Rois Mages pour venir en aide à Monsieur le Curé… Texte : Réginald Boisvert. Avec Charlotte Boisjoli, Fernand Doré, Marie-Ève Liénard et Jean Boisjoli. Réalisation : Jean-Paul Ladouceur. Diffusion : le dimanche 4 janvier 1953, à 17:30.
5. Où l’Ours devient un professeur émérite. Diffusion : le dimanche 18 janvier 1953, à 17:30.
6. Où M. Blanc se transforme en bloc de glace par suite de sa paresse à combattre le froid. Diffusion : le dimanche 1er février 1953, à 17:30.
7. M. Blanc tente de se faire élire maire de Pépinotville, et se présente contre Calico. Il est élu par acclamation ― à condition qu’il n’établisse pas de lois.  Diffusion : le dimanche 8 février 1953, à 17:30.
8. Où la Saint-Valentin est à l’honneur… et où il faut élucider le mystère des souhaits anonymes…  Diffusion : le dimanche 15 février 1953, à 17:30.
9. M. Potiron découvre une mine d’or et reçoit la visite des voleurs…  Diffusion : le dimanche 22 février 1953, à 17:30.
10. Où on assiste à un concours entre M. Blanc et Pépinot, devenus fabricants de fusées, pour se rendre jusqu’à la Lune…  Diffusion : le dimanche 1er mars 1953, à 17:30.
11. Comme quoi M. Blanc prend peur à la vue d’un « sauvage », se construit une palissade pour se protéger… et perd son automobile dans l’aventure !  Diffusion : le dimanche 8 mars 1953, à 17:30.
12. M. Potiron établit une « manufacture de pilules » ― on verra ce qui en résulte !  Diffusion : le dimanche 15 mars 1953, à 17:30.
13. Les avatars de M. Blanc, élu chef des pompiers de Pépinoville (note : Pépinoville est écrit sans la lettre « t »).  Diffusion : le dimanche 22 mars 1953, à 17:30.
14. M. Blanc et toute la bande partent à la poursuite d’un trésor sous-marin, qui les obligera à devenir scaphandriers.  Diffusion : le dimanche 29 mars 1953, à 17:30.
15. Courses d’auto au parc Potiron, entre M. Blanc et Pépinot : supercherie de M. Blanc…  Diffusion : le dimanche 26 avril 1953, à 17:30.
16. Émission spéciale d’une heure.  Aucun synopsis.  Diffusion : le vendredi 25 décembre 1953, à 17:30.
Note : La Semaine à Radio-Canada ne fournit pas davantage d'information sur la série lors de la première diffusion. Pendant plusieurs semaines, il n'y a pas eu de synopsis.  Peut-être que certains épisodes ont été rediffusés durant les rediffusions de Pépinot.
La Semaine à Radio-Canada - téléhoraire hebdomadaire 1952-1967.

## Comédiens et artisans
- Paule Bayard : voix additionnelles
- Charlotte Boisjoli : voix de Pépinot
- Jean Boisjoli[3] : voix de PanPan et de l'ours
- Guy Hoffmann : voix de Monsieur Potiron
- Marie-Ève Liénard[4] : voix de Capucine
- André Loiseau
- Gérard Paradis
- Robert Rivard : voix de M. Blanc
- Comédien à déterminer : voix de Madame Poinson[5]

L'idée originale et la conception sont de Jean-Paul Ladouceur.
Les marionnettes ont été fabriquées par Edmondo Chiodini et Jeanne Auclair.
Les têtes étaient faites de papier mâché. Les costumes étaient confectionnés par Marielle Chevrier
. Les effets sonores étaient de Pierre Normandin.

## Scénariste
- Réginald Boisvert

## Réalisation
- Pierre DesRoches
- Fernand Doré qui prêta également sa voix à M. Blanc lors des premiers épisodes.
- Pierre Gauvreau[8]
- Jean-Paul Ladouceur

## Musique
Neil Chotem

## Historique de la série
Pépinot et Capucine furent créés par Jean-Paul Ladouceur, en 1946, six ans avant le début de la télévision, pour la revue d'Action catholique François. Ils étaient alors des personnages de bande dessinée.
« En 1952, Ladouceur fut engagé par Radio-Canada. On lui proposa le poste de réalisateur d'émissions pour enfants. Florent Forget, directeur de la programmation, connaissant les personnages Pépinot et Capucine de la revue, demanda à Ladouceur la permission de les utiliser pour une émission.  Ladouceur accepta pour les besoins de la télévision de transformer ceux-ci en marionnettes.  De plus, il inventa d'autres personnages comme l'Ours et Monsieur Blanc qu'il intégra à la famille.  Ladouceur signa alors avec Radio-Canada un contrat le reconnaissant comme l'auteur des personnages de cette émission. »
« Va pour les personnages ! Mais il fallait leur donner vie et surtout une personnalité intéressante.  Ce rôle revint à Réginald Boisvert qui écrivit les textes des ll5 épisodes de Pépinot.  Il signa à son tour un contrat avec Radio-Canada le reconnaissant comme l'auteur des textes. »
« Quant à M. Chiodini, engagé comme décorateur, il fabriqua les marionnettes à partir des dessins et spécifications de Ladouceur. Sa participation très appréciée au sein de cette équipe permit à Pépinot et Capucine d'évoluer dans le monde des trois dimensions. »
« Jean-Paul Ladouceur et M. Boisvert élaborèrent ensemble le concept de l'émission.  Notre père en réalisa les 25 premières émissions.  Celles-ci étaient alors diffusées à la même heure sur le réseau français et anglais de Radio-Canada avec traduction simultanée. »
Tirée de Un grand artiste !, La Presse, « La Boîte aux lettres , 15 octobre 1997, p. 132. Écrit par Josée Ladouceur et Gaétan Houle.

## Commentaires
- Le télé-horaire La Semaine à Radio-Canada publie un article sur la série Pépinot et Capucine, à la page 8 de la semaine du 11 au 17 janvier 1953. On y apprend des éléments intéressants de la production :

[…]  « Les poupées (elles atteignent le nombre de 25) ont leurs caractéristiques et leurs personnalités bien à elles. Qu’il s’agisse de Monsieur Noir ou Monsieur Blanc, de l’Ours (« il est bien comique »), du perroquet Calicot ou du cannibale éduqué Matuvu, chacun, semble-t-il, soulève une vive réaction et possède ses admirateurs – ou ses détracteurs – passionnés.
Pépinot et Capucine demande une longue préparations.  Les textes, écrits par Réginald Boisvert, sont complétés cinq semaines à l’avance.  Chaque émission demande 17 ou 18 heures de répétitions, avec et sans caméras, soit des journées de préparatifs.  Et le programme exige la présence d’une équipe d’au moins quinze artistes et techniciens, sur le plateau comme dans la cabine de contrôle.  Le réalisateur [Jean-Paul] Ladouceur fait lui-même l’esquisse des marionnettes et des décors, qui sont ensuite fabriqués par Edmundo Chiodini. »

## Vidéographie
Sauf indication contraire, le générique et le crédit sont semblables à tous les épisodes. Le générique commence par l’Ours qui cogne sur un cercle qui fait apparaître un autre cercle où l’on peut lire « Pepinot » (sans accent aigu sur le « e »). Pépinot défonce le papier du cercle et a une discussion avec Capucine.  Le crédit présente différents cercles ou tableaux identifiant le scénariste, les artisans et les casteliers. Les dates de diffusion originale ne sont pas indiquées.

### Coffret VHS: SRC Classiques des années cinquante
Le coffret VHS : SRC Classiques des années cinquante (commercialisé vers 1993), vol. 2, comprend un épisode de Pépinot et un épisode de Radisson. Dans cet épisode, Pan Pan cherche un moyen de se réchauffer en quémandant à Monsieur Blanc des vêtements. Mais ce dernier lui propose en lieu et place de la chaleur scientifique. Pan Pan se retrouve avec un appareil qui devait le réchauffer mais qui le propulse dans le ciel.  Confronté au froid de la stratosphère, Pan Pan se transforme en glace et redescend. Pour le réchauffer, Monsieur Blanc propose l’utilisation d’une loupe et des rayons du Soleil.  Malheureusement, le Soleil débarque à Pépinotville. Pour s’en défaire et le remettre à sa place, on le menace de l’envoyer dans le puits.  Le Soleil repart aussitôt. Pour pouvoir acheter les vêtements à PanPan, on organise un combat de boxe commenté par Michel Normandin (qui dans les années 1950, commentait des combats de boxe).

### Coffret VHS de Pépinot et Capucine
Radio-Canada et Imavision ont commercialisé en 1996 un coffret VHS de trois vidéocassettes comprenant neuf épisodes en tout de Pépinot et Capucine.
Volume 1
Épisode 1 : « Un pont pour Pan Pan ».   On tente de réhabiliter Pan Pan en lui trouvant un travail honnête.
Épisode 2 : « Les ours et l’ouragan ».  L’Ours et son cousin convainc Pan Pan de l’arrivée d’un ouragan à Pépinotville.  Pan Pan tente en vain, par le biais du journal local dirigé par Monsieur Linotype, d’informer les résidents de Pépinotville du danger.
Épisode 3 : « Tiens !  Des martiens ».  Pan Pan apprend que des martiens ont été vus au Portugal.  C’est ainsi que Pan Pan, Pépinot et Capucine se rendent au Portugal pour faire enquête.  Monsieur Blanc et l’Ours ont la même idée.  Après plusieurs péripéties, ils découvriront qu’il y a eu méprise et qu’il n’y a jamais eu de martiens.
Volume 2
Épisode 1 : « Du liquide au fond de l’eau ».  Les résidents de Pépinotville découvrent une épave dans le fond de l’eau.  On tente d’en retrouver le trésor mais Pan Pan fait un plan pour tout garder le trésor à lui tout seul.
Épisode 2 : « Comme une lettre à la poste ».  Le postier de Pépinotville, monsieur Franc-de-Port est devenu trop fatigué pour faire le travail tout seul.  On embauche Pan Pan qui a tôt fait d’engager l’Ours pour faire le travail à sa place.  Le stratagème découvert, Pan Pan perd sa place et c’est l’ours qui devient l’assistant du postier.
Épisode 3 : « L’argent provocateur ».  Alors que le  l’agent de police est tombé malade, on confie à Pan Pan le poste de police.  Ce dernier en profite pour faire arrêter tout le monde sous le prétexte de vagabondage nocturne.  On voit également dans cet épisode, Tourlou et « la conscience de Pan Pan ».
Volume 3
Épisode 1 : « Le blé blond de Monsieur Blanc ».  Monsieur Blanc découvre un engrais qui fait pousser le blé si bien que les résidents de Pépinoville en devienne prisonniers dans le village.  Pan Pan revenant à Pépinoville les libérera en utilisant un herbicide.  Dans cet épisode, on peut voir un camion-arrosoire  avec l’inscription « Pepinoville » sans de lettre « t ».
Épisode 2 : « Ras le bol des bateaux ».  Tourlou en a assez de surveiller Pan Pan qui ne cesse de lui raconter des mensonges.  Tourlou ne croit pas plus Pan Pan, lorsqu’il lui dit la vérité en lui disant qu’au milieu de la mer, on ne peut pas voir la terre.  Les résidents de Pépinoville décident de trouver un moyen pour prouver à Tourlou que Pan Pan disait la vérité. On voit dans cet épisode, « la conscience de Pan Pan ».  On voit également dans cet épisode sur la grosse caisse l’inscription « FANFARE PÉPINOVILLE » sans de lettre « t ».
Épisode 3 : « Émoi dans le potager ».  Les résidents de Pépinotville décident pour les vacances d’été de faire un potager.  Pan Pan trouve le travail d’enlever la mauvaise herbe fatigant et déniche un lapin pour l’aider.

### Pépinot et Capucine «Pépinot Berger»
Radio-Canada et Imavision ont commercialisé vers 1996 une cassette VHS intitulé Pépinot et Capucine - Spécial Noël : « Pépinot Berger » : un conte de Noël.  Cette cassette contient deux des quatre épisodes de l’histoire de « Pépinot Berger ».  les deux épisodes racontent deux histoires parallèles. D’une part, le roi Hérode apprend la venue prochaine d’un enfant (Jésus) qui menace son règne et essaie de le retrouver. D’autre part, Pan Pan qui est aubergiste n’a plus de viande pour ses clients.  Ne voulant pas payer pour acheter un agneau, il essaie d’en voler un chez le berger Pépinot. Mais l’Ours fait échouer les plans de Pan Pan.  Le générique et le crédit de ces deux épisodes sont différents des autres épisodes commercialisés.  Dans le générique, on y voit Pépinot dans des extraits d’exploits en tout genre : pompier, parachutiste, scaphandrier, etc. Le titre de l'émission est Pépinot écrit avec un accent sur le « e ». Le crédit comprend une succession de tableaux présentant les différents artisans et casteliers.

### Coffret DVD de Radio-Canada: Cinquante ans de grande télévision jeunesse
Dans le coffret DVD de Radio-Canada: Cinquante ans de grande télévision jeunesse, nous retrouvons un épisode de Pépinot et Capucine : « Le pont de la rivière ».  On tente de réhabiliter Pan Pan en lui trouvant un travail honnête.